# Wasserberg (Freiberg)
Wasserberg ist eine Siedlung im Stadtteil Freiberg-West der Großen Kreisstadt Freiberg im Landkreis Mittelsachsen (Freistaat Sachsen). Sie ist in die Stadtviertel Wasserberg-Nord, Wasserberg-West, Wasserberg-Süd und Wasserberg-Ost unterteilt.

## Geografie

### Lage
Die vier Wasserberger Stadtviertel liegen im Südwesten der Stadt Freiberg. Sie werden im Nordosten von der Bahnstrecke Dresden–Werdau, im Osten von der „Olbernhauer Straße“/ „Brander Straße“ (Bundesstraße 101) und im Nordwesten von der „Chemnitzer Straße“ (Bundesstraße 173)  begrenzt. 

### Nachbarorte
| Freiberg, Stadtteil Freiberg-West (Stadtviertel Fernesiechen) |                                                      | Freiberg, Stadtteil Freiberg-West (Stadtviertel Freibergsdorf)     |
| Kleinschirma                                                  | Kompassrose, die auf Nachbargemeinden zeigt          | Freiberg, Stadtteil Freiberg-Süd (Stadtviertel Hinter dem Bahnhof) |
| Brand-Erbisdorf                                               | Freiberg, Stadtteil Zug (Stadtviertel Rotes Vorwerk) | Freiberg, Stadtteil Freiberg-Süd (Stadtviertel Seilerberg)         |

## Geschichte

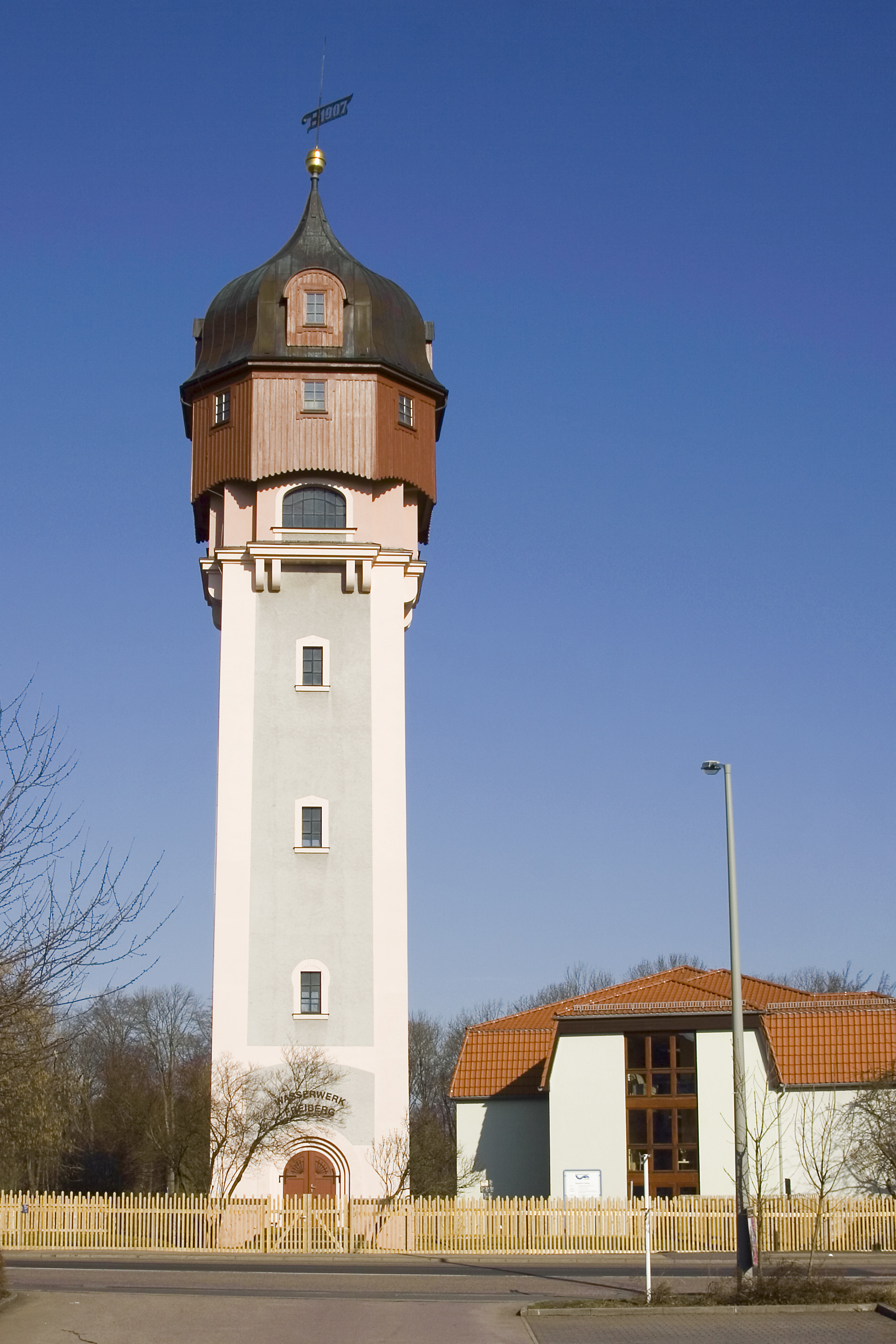
Wasserturm Freiberg

Der Wasserberg, der der späteren Siedlung seinen Namen gab, war einst mit einem Wald bedeckt, der als Teil des „Hospitalwalds“ zum 1224 erstmals erwähnten Hospital St. Johannis vor dem Freiberger Peterstor gehörte. Die Flur des Wasserbergs gehörte hingegen zum Rittergut Freibergsdorf. Auf dem Berg existierte schon um 1400 ein Wasserbehälter, aus dem Wasser unterirdisch in die Stadt Freiberg gelangte.
Im Jahr 1907 entstand an der Chemnitzer Straße der markante Wasserturm zur Verbesserung der Wasserversorgung der Stadt Freiberg. Er gilt heute als Wahrzeichen von Wasserberg.
Ab 1956 entstand im Südwesten von Freiberg das Wohngebiet Wasserberg. Der südöstliche Teil besteht aus später entstandenen Plattenbauten.